# Inimigos do Rei (álbum)
Inimigos do Rei é o álbum de estréia da banda homônima, lançado em 1989 pela Epic Records. tido na proposta dos sujeitos. Um dos maiores sucessos do álbum a tocar as rádios foi "Uma Barata Chamada Kafka", que fazia referência a um trabalho de Franz Kafka, A Metamorfose, com a influência da literatura contemporânea. Outro sucesso e destaque do álbum foi a canção
Adelaide, uma versão em português de You’ll Be Illin’, dos rappers Run DMC.
Participações especiais também são destaque, estão presentes nesse álbum: o guitarrista André Abujamra, integrante da dupla Os Mulheres Negras, além do percussionista Marcos Suzano, o trompetista Bidinho e o guitarrista Torcuato Mariano, que produziu o álbum.
A capa do disco traz um aquarela de Luiz Zerbini baseado em uma porção de um trabalho de Botticelli, e foi preparada em parceria com Barrão. Ela dialoga com o nome do grupo, que se originou em um show que eles fizeram no Paço Imperial dentro da sala de Dom João VI. A responsável pelo espaço pediu que eles tocassem mais baixo, e aí eles passaram a se considerar "inimigos do rei".
A contracapa traz uma foto dos integrantes diante de uma figura denominada "Eva" em um parque de diversões na Barra da Tijuca. O cavalo que saiu na foto surgiu repentinamente e todos concordaram em deixá-lo na imagem, formando um par com o cavalo da ilustração da capa.

## Faixas
- 1 Uma Barata Chamada Kafka
- 2 Jesse James
- 3 Garotinha Do Frente
- 4 Mamãe Viajandona
- 5 Apocalipse Joe
- 6 Adelaide (você seja Illin)
- 7 Suzy Inflável
- 8 Miss Goodbar
- 9 Crime
- 10 São Negócios